# Vexillum laterculatum
Vexillum laterculatum är en snäckart som först beskrevs av G. B. Sowerby II 1874.  Vexillum laterculatum ingår i släktet Vexillum och familjen Costellariidae. Inga underarter finns listade i Catalogue of Life.